# Saison 2009 des Marlins de la Floride
La saison 2009 des Marlins de la Floride est la 17e saison en ligue majeure pour cette franchise.

## Intersaison

### Arrivées
- Kiko Calero, en provenance des Athletics d'Oakland.
- Dan Meyer, en provenance des Athletics d'Oakland.
- Leo Núñez, en provenance des Royals de Kansas City.
- Ross Gload, en provenance des Royals de Kansas City.
- Ronny Paulino, en provenance des Pirates de Pittsburgh.
- Emilio Bonifacio, en provenance des Nationals de Washington.
- Scott Proctor, en provenance des Dodgers de Los Angeles.
- Hayden Penn, en provenance des Orioles de Baltimore.

### Départs
- Kevin Gregg, chez les Cubs de Chicago.
- Mark Hendrickson, chez les Orioles de Baltimore.
- Robert Andino, chez les Orioles de Baltimore.
- Scott Olsen, chez les Nationals de Washington.
- Josh Willingham, chez les Nationals de Washington.
- Eulogio de la Cruz, chez les Padres de San Diego.
- Jesús Delgado, chez les Mariners de Seattle.
- Joe Nelson, chez les Rays de Tampa Bay.
- Arthur Rhodes, chez les Reds de Cincinnati.
- Doug Waechter, chez les Royals de Kansas City.
- Mike Jacobs, chez les Royals de Kansas City.
- Matt Treanor, chez les Tigers de Detroit.
- Dallas McPherson, chez les Giants de San Francisco.
- Sergio Mitre, chez les Yankees de New York.
- Paul LoDuca, agent libre.
- Luis González, agent libre.
- Lee Gardner, agent libre.

### Grapefruit League
Basés au Roger Dean Stadium à Jupiter en Floride, le programme des Marlins comprend 35 matches de pré-saison entre le 25 février et le 4 avril.
En excluant les rencontres face à l'équipe de République dominicaine (défaite 10-1) et à l'équipe d'Italie (défaite 5-1), les Marlins affichent un bilan de pré-saison de 12 victoires pour 19 défaites et 2 nuls, soit la 14e performance sur 16 en Grapefruit League et la 13e sur 16 pour une franchise de la Ligue nationale.

## Saison régulière

### Classement
| Ligue nationale (Division Est) | V  | D   | %    | GB |
| ------------------------------ | -- | --- | ---- | -- |
| Phillies de Philadelphie       | 93 | 69  | .574 | -- |
| Marlins de la Floride          | 87 | 75  | .537 | 6  |
| Braves d'Atlanta               | 86 | 76  | .531 | 7  |
| Mets de New York               | 70 | 92  | .432 | 23 |
| Nationals de Washington        | 59 | 103 | .364 | 34 |

### Résultats

#### Avril
Les Marlins sont l'une des bonnes surprises du début de saison avec 11 victoires pour 1 défaite au 19 avril. La fin du mois est plus délicate avec une série de 7 défaites consécutives. Le bilan du mois s'établit à 14 victoires pour 8 défaites. Cette performance égale celle enregistrée en avril 2005.